# Sara Balzer
Pour les articles homonymes, voir Balzer.
Sara Balzer, née le 3 avril 1995 à Strasbourg, est une escrimeuse française dont la spécialité est le sabre, qu’elle manie de la main gauche.
En juillet 2019, elle est doublement médaillée à l'Universiade d'été de 2019. En juillet 2021, elle est médaillée d'argent par équipes aux Jeux olympiques d'été de 2020 à Tokyo. A l'issue de la saison de Coupe du monde d'escrime 2022-2023, marquée par cinq podiums en individuel, dont deux victoires en coupe du monde et un titre de vice-championne d'Europe, elle prend la place de numéro 1 mondial du sabre féminin. Le 29 juillet 2024, elle est vice-championne olympique en individuel aux Jeux olympiques d'été de 2024 à Paris et termine la saison de Coupe du monde d'escrime 2023-2024, marquée par sept podiums en individuel, à la place de numéro 1 mondial.

## Biographie

### Jeunesse
Sara Balzer est née d'un père alsacien et d'une mère d'origine algérienne. Son grand-père maternel était spahi dans l'armée française.
Elle commence l'escrime à l'âge de 8 ans en suivant les pas de sa sœur aînée au Strasbourg Université Club. Ses qualités sont vite remarquées par le maître d'armes Philippe Nicolas, si bien qu'elle se retrouve à participer à des compétitions dans deux catégories différentes afin de progresser plus vite. Trois mois plus tard, elle gagne sa première compétition.
En classe de sixième, elle rejoint le cursus sport-étude du Centre de ressources, d'expertise et de performance sportives (CREPS) de Strasbourg jusqu'à l’obtention de son baccalauréat scientifique. Son bac en poche, elle s'inscrit en licence de sciences et techniques des activités physiques et sportives (STAPS), mais abandonne rapidement car cela ne lui plaît pas .
Elle devient pour la première fois championne de France en 2009, à 14 ans, dans la catégorie des moins de 17 ans.
En 2013, à 18 ans, elle intègre l'Institut national du sport, de l'expertise et de la performance (INSEP) qui lui permet de s'entraîner et parallèlement de suivre un cursus de psychologie par correspondance pendant deux ans.

### Carrière
Sara Balzer participe à sa première compétition mondiale lors de la coupe du monde de Chicago de la saison 2013-2014 où elle termine à la 119e place. Cependant, son premier podium sur la scène internationale remonte à l'Universiade d'été de 2015 durant laquelle elle est médaillée de bronze en équipe avec Beline Boulay, Marion Stoltz et Mathilda Taharo.
Championne de France individuelle et vice-championne par équipe en 2017, Sara Balzer remporte deux médailles d'argent à l'occasion de la coupe du monde de Yangzhou puis la médaille de bronze par équipe aux championnats d'Europe 2017 à Tbilissi.
Cependant, une blessure interrompt sa carrière le 22 juillet 2017 lors de ses premiers championnats du monde : ceux de Leipzig en 2017. Alors en huitième de finale en train de mener face à Irene Vecchi (11-6), elle subit une rupture complète du ligament croisé antérieur du genou gauche à la suite d'un mauvais appui lors d'une fente. Elle est arrêtée presque un an. Cela l'affecte beaucoup autant physiquement que mentalement,. Elle remonte enfin en piste en mai 2018 à Moscou à l'occasion de la coupe du monde de sabre.
Elle participe ensuite à plusieurs étapes de la coupe du monde 2017-2018, notamment à Tunis. Aux côtés de Charlotte Lembach, Manon Brunet et Caroline Queroli, elle obtient l'argent après avoir vaincu les Chinoises (45-37) mais perdu contre les Russes (35-45). Deux ans après son accident, au meilleur de sa forme et parfaitement remise, Sara Balzer remporte la médaille d’or du sabre individuel et la médaille d'argent du sabre par équipes lors des championnats du monde universitaires de 2019.
Le 6 mars 2020, avec Cécilia Berder, Manon Brunet, Charlotte Lembach et Sarah Noutcha, elle se qualifie pour les Jeux olympiques d'été de 2020 en tant que première remplaçante pour l'équipe de France de sabre en décrochant la septième place lors de la Coupe Acropolis à Athènes, dernière étape de la coupe du monde d'escrime 2019-2020. Elle remporte la médaille d'argent par équipes avec Manon Brunet, Cécilia Berder et Charlotte Lembach après s'être inclinée en finale face aux Russes (41-45).
Durant la saison de Coupe du monde d'escrime 2022-2023, après deux victoires, la première le 17 mars 2023 à Saint-Nicolas en Belgique, la seconde le 12 mai suivant à Batumi, en Géorgie, elle devient vice-championne d'Europe en juin 2023 après avoir été battue en finale par sa compatriote Manon Apithy-Brunet (15-10). Elle remporte ensuite la médaille d'or en sabre par équipes aux Jeux européens de 2023 à Cracovie, qui font office de championnats d'Europe pour les épreuves par équipes. Elle termine numéro 1 mondiale à l'issue de cette saison 2022-2023, devant la Japonaise Misaki Emura.
Elle commence la saison de Coupe du monde d'escrime 2023-2024 en remportant l'étape de coupe du monde d'Alger en novembre 2023. Blessée ensuite à une hanche, elle reprend la compétition le 2 mars à Athènes et y remporte la Coupe Acropolis, sa deuxième victoire de la saison en Coupe du monde. Le lendemain, associée à Manon Apithy-Brunet, Cécilia Berder et Sarah Noutcha, elle remporte l'épreuve par équipes disputée à Athènes. Deux semaines plus tard, elle s'impose à nouveau en individuel et par équipes, cette fois à Saint-Nicolas,. En mai, elle remporte sa quatrième victoire en individuel à Plovdiv et y obtient une troisième place par équipes,. Consolidant sa place de numéro 1 mondial, elle devient l'une des favorites de l'escrime pour les Jeux olympiques d'été de 2024 à Paris. Attendue aux championnats d'Europe en juin, elle est atteinte de douleurs dorsales lors de son échauffement avant l'épreuve individuelle et déclare alors forfait pour cette compétition puis pour l'épreuve par équipes où Caroline Queroli la remplace. Elle est médaillée d'argent en sabre féminin individuel aux Jeux olympiques d'été de 2024 le 29 juillet à Paris, battue 15-12 en finale par sa compatriote Manon Brunet. La finale est regardée en direct par 7,47 millions de téléspectateurs sur France 2. Elle termine la saison de coupe du monde, pour la deuxième fois consécutive, au rang de numéro 1 mondial.

### Formation
A côté de sa carrière sportive, elle suit une licence en communication numérique (BTS Négociation et digitalisation de la relation client) par correspondance. La psychologie en entreprise l'intéresse également.

### Vie privée
L'escrimeuse est investie dans la cause animale et l'écologie.

## Médias
En 2024, elle participe à la saison 4 de la série-documentaire CHAMPION(S) sur France.TV qui suit sa préparation jusqu'aux Jeux Olympiques de Paris 2024.
En 2024, France Télévisions lui consacre un documentaire "Sara Balzer, d'argent et d'acier" réalisé par Florent Bodin.

## Palmarès
- Jeux olympiques

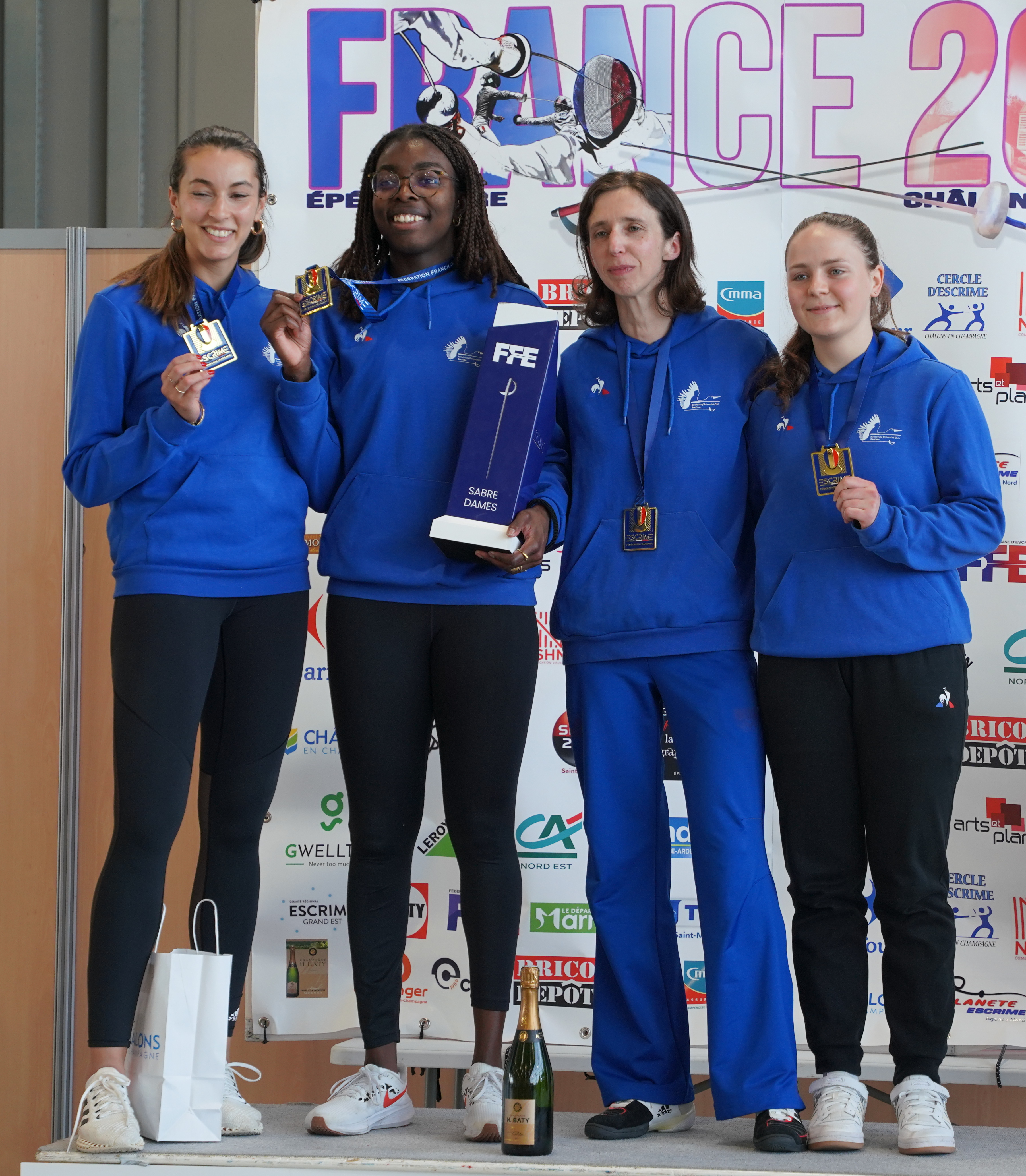
Avec son équipe du Strasbourg UC en 2023 : Marie Debes, Solenne Mary, Sarah Noutcha.

  -  Médaille d'argent en individuel aux Jeux olympiques d'été de 2024 à Paris
  -  Médaille d'argent par équipes aux Jeux olympiques d'été de 2020 à Tokyo
- Championnats du monde
  -  Médaille d'or par équipes aux championnats du monde 2025 à Tbilissi
  -  Médaille d'argent par équipes aux championnats du monde 2023 à Milan
  -  Médaille d'argent par équipes aux championnats du monde 2022 au Caire
- Championnats d'Europe
  -  Médaille d'or par équipes aux championnats d'Europe 2022 à Antalya
  -  Médaille d’or par équipes aux Jeux européens de 2023 (faisant office de Championnats d'Europe par équipes) à Cracovie
  -  Médaille d'or par équipes aux championnats d'Europe 2025 à Gênes
  -  Médaille d'argent en individuel aux championnats d'Europe 2023 à Plovdiv
  -  Médaille de bronze en individuel aux championnats d'Europe 2022 à Antalya
  -  Médaille de bronze par équipes aux championnats d'Europe 2017 à Tbilissi
- Résultats en coupe du monde
  -  Médaille d'or par équipes à la Coupe du monde de Tbilissi sur la saison 2021-2022
  -  Médaille d'or par équipes au Glaive d'Asparoukh de Plovdiv sur la saison 2021-2022[40]
  -  Médaille d'or par équipes à la Coupe du monde d'Alger sur la saison 2022-2023
  -  Médaille d'or par équipes à la Coupe Acropolis à Athènes sur la saison 2022-2023
  -  Médaille d'or en individuel à la Coupe du monde de Saint-Nicolas sur la saison 2022-2023
  -  Médaille d'or en individuel à la Coupe du monde de Batoumi sur la saison 2022-2023
  -  Médaille d'or en individuel à la Coupe du monde d'Alger sur la saison 2023-2024
  -  Médaille d'or en individuel à la Coupe Acropolis à Athènes sur la saison 2023-2024
  -  Médaille d'or par équipes à la Coupe Acropolis à Athènes sur la saison 2023-2024
  -  Médaille d'or en individuel à la Coupe du monde de Saint-Nicolas sur la saison 2023-2024
  -  Médaille d'or par équipes à la Coupe du monde de Saint-Nicolas sur la saison 2023-2024
  -  Médaille d'or en individuel à la Coupe du monde de Plovdiv sur la saison 2023-2024
  -  Médaille d'argent en individuel au grand prix de Séoul sur la saison 2022-2023
  -  Médaille d'argent par équipes à la Coupe du monde de Tunis sur la saison 2017-2018
  -  Médaille d'argent en individuel à la Coupe du monde de Yangzhou sur la saison 2016-2017
  -  Médaille d'argent par équipes à la Coupe du monde de Yangzhou sur la saison 2016-2017
  -  Médaille de bronze en individuel au grand prix de Séoul sur la saison 2023-2024
  -  Médaille de bronze en individuel au grand prix d'Orléans sur la saison 2023-2024
  -  Médaille de bronze en individuel à la Coupe du monde d'Alger sur la saison 2022-2023
  -  Médaille de bronze en individuel à la Coupe Acropolis à Athènes sur la saison 2021-2022
  -  Médaille de bronze par équipes à la Coupe du monde de Hammamet sur la saison 2021-2022
  -  Médaille de bronze par équipes à la Coupe du monde de Plovdiv sur la saison 2023-2024
  - 🥉 Médaille de Bronze par équipes à la Coupe Du Monde de Plovidiv sur la saison 2024-2025
- Universiades
  -  Médaille d'or en individuel à l'Universiade d'été de 2019 à Naples
  -  Médaille d'argent en équipe à l'Universiade d'été de 2019 à Naples
  -  Médaille de bronze en équipe à l'Universiade d'été de 2015 à Gwangju
- Championnats de France
  -  Médaille d'or en équipe aux championnats de France 2013 à Orléans
  -  Médaille d'or en individuel aux championnats de France 2017 à Tarbes
  -  Médaille d'argent en équipe aux championnats de France 2017 à Tarbes
  -  Médaille d'argent en individuel aux championnats de France 2021 à Faches-Thumesnil
  -  Médaille d'or par équipe aux championnats de France 2021 à Faches-Thumesnil
  -  Médaille d'or par équipe aux championnats de France 2023 à Châlons-en-Champagne

## Classement en fin de saison
| Année | 2015 | 2016 | 2017 | 2018 | 2019 | 2020 | 2021 | 2022 | 2023 | 2024 |
| ----- | ---- | ---- | ---- | ---- | ---- | ---- | ---- | ---- | ---- | ---- |
| Rang  | 65   | 41   | 14   | 137  | 73   | 39   | 39   | 9    | 1    | 1    |

## Décorations
- Chevalier de l'ordre national du Mérite (8 septembre 2021)[42]